# بلدة الفضل
بلدة الفضل بلدة سورية صغيرة تقع في ريف دمشق بالقرب من جديدة عرطوز على الشارع الرئيسي المؤدي إلى محافظة القنيطرة وتتبع إداريا لمحافظة القنيطرة حيث أن أغلب سكانها هم من النازحين من الجولان السوري المحتل.
تعتبر الفضل من البلدات النامية حيث تفتقر إلى الكثير من الخدمات الضرورية وخاصة التجارية منها.